# عواقب (فیلم ۲۰۱۲)
عواقب (لهستانی: Pokłosie) یک فیلم لهستانی ساخت ۲۰۱۲ به نوشته و کارگردانی ووادیسواف پاسیکوفسکی است.
این فیلم مرتبط با داستان هولوکاست در ژانر دلهره‌آور و درام مربوط به واقعه پوگروم یدوابنه است که در ژوئیه ۱۹۴۱ در منطقه اشغالی شمال غربی لهستان صورت گرفت و در جریان عملیات بارباروسا ۳۴۰ یهودی لهستانی یدوابنه که در یک انبار حبس شده بودند به دستور اوردنونگس‌پولیتسای آلمان توسط گروهی از مردان اجیرشده لهستانی به آتش کشیده شدند.

## بازیگران
- ایرنئوش چوپ
- ماچئی اشتور
- یژی راجیویوویچ
- زوزانا فیالووا
- زبیگنیف زاماخوفسکی
- دانوتا شافلارسکا
- استانیسواف برودنی
- الژبیتا رومانوفسکا
- ماریا گاربوفسکا-کی‌یرچینسکا
- ریشارد رونچفسکی
- لخ دیبلیک
- آندژی ماستالِـش
- روبرت روگالسکی
- فیلیپ پوآویاک
- یاتسک کرول

در نسخه اصلی فیلم، ماگدالنا وویچیک به جای شخصیت زوزانا فیالووا حرف زده است.